# Nehanebné lásky Françoise Sagan
Nehanebné lásky Françoise Sagan (v originále Sagan) je francouzský hraný film z roku 2008, který režírovala Diane Kurys podle vlastního scénáře. Snímek měl světovou premiéru dne 11. června 2008.

## Děj
V roce 1958 je Françoise Saganové 23 let. Její rané romány ji učinily bohatou a slavnou. Vede bouřlivý život, obklopená skupinou svých přátel. Dne 8. srpna téhož roku v kasinu v Deauville vyhraje 8 miliónů franků, za které si koupí dům poblíž Honfleur. O 40 let později je ale vše jinak.

## Obsazení
| Sylvie Testudová     | Françoise Saganová           |
| Pierre Palmade       | Jacques Chazot               |
| Arielle Dombasle     | Astrid                       |
| Jeanne Balibarová    | Peggy Roche                  |
| Lionel Abelanski     | Bernard Frank                |
| Bruno Wolkowitch     | Philippe                     |
| Margot Abascalová    | Florence Malraux             |
| Gwendoline Hamon     | Suzanne Quoirez              |
| Victor Sévaux        | Denis Westhoff (dospívající) |
| Chantal Neuwirth     | paní Lebreton                |
| Silvie Laguna        | paní Bartoli                 |
| Alexis Michalik      | Denis Westhoff (dospělý)     |
| William Miller       | Robert Westhoff              |
| Nora Habib           | Françoise Verny              |
| Bernard Crombey      | Pierre Quoirez               |
| Mathias Mégard       | Pierrot                      |
| Hélène Arié          | Marie Quoirez                |
| Alexia Stresi        | Paola                        |
| Guillaume Denaiffe   | mladý obdivovatel            |
| Agnès Château        | Régina Zylberberg            |
| Jenny Arasse         | Florence Gould               |
| Jean-Claude de Goros | majitel domu                 |
| Caroline Pascal      | ošetřovatelka                |
| Denis Podalydès      | Guy Schoeller                |
| Guillaume Gallienne  | Jacques Quoirez              |
| Samuel Labarthe      | René Julliard                |

## Ocenění
- Festival de la fiction v La Rochelle: nejlepší herečka (Sylvie Testudová)
- Křišťálový glóbus: nejlepší herečka (Sylvie Testudová)
- César: nominace v kategoriích nejlepší herečka (Sylvie Testudová), nejlepší herečka ve vedlejší roli (Jeanne Balibarová), nejlepší kostýmy (Nathalie du Roscoät)